# Nicolas Charles Seringe
Nicolas Charles Seringe  (Longjumeau, 3 de dezembro de 1776 – Lyon, 29 de dezembro de 1858) foi um botânico francês.